# Sludgeworth
Sludgeworth est un groupe de punk rock américain, originaire de Chicago, dans l'Illinois. Il se composait de Dan Vapid (chant), Adam White (guitare), Dave McClean (guitare), Mike Hootenstrat (basse), et Brian Vermin (batterie). 

## Biographie
Le groupe est formé en 1989, à Chicago, dans l'Illinois, en tant que projet parallèle de Screeching Weasel, dont Vapid et Vermin étaient tous deux membres,. La même année, ils décident d'abandonner Screeching Weasel pour se consacrer à Sludgeworth. Le groupe se sépare en 1992, peu de temps après le retour de Vapid dans Screeching Weasel.
En 1995, Lookout! Records sort la compilation à titre posthume Losers of the Year. Le groupe annonce sa réunion à l'occasion de l'édition 2007 du Riot Fest.

## Discographie
- 1989 : Sludgeworth (7" EP ; Roadkill Records)
- 1991 : What's This? (Johann's Face Records)
- 1992 : Anytime b/w You and I (7" single) (auto-produit)
- 1995 : Losers of the Year (Lookout! Records)